# Saint-Samson-la-Poterie
Saint-Samson-la-Poterie är en kommun i departementet Oise i regionen Hauts-de-France i norra Frankrike. Kommunen ligger i kantonen Formerie som tillhör arrondissementet Beauvais. År 2022 hade Saint-Samson-la-Poterie 231 invånare.

## Befolkningsutveckling
Antalet invånare i kommunen Saint-Samson-la-Poterie
| Referens: INSEE |